# Nostocaceae
Famille
Les Nostocaceae sont une famille de cyanobactéries de l’ordre des Nostocales.

## Liste des genres
Selon AlgaeBase (20 mars 2019) :
- genre Aliinostoc S.N.Bagchi, N.Dubey & P.Singh
- genre Amorphonostoc Elenkin
- genre Anabaena Bory ex Bornet & Flahault
- genre Anabaenothrix M.S.Randhawa
- genre Camptylonemopsis T.V.Desikachary
- genre Catella G.Ålvik
- genre Coenocoleus Berkeley & Thwaites
- genre Coleospermopsis Hauer & al.
- genre Cronbergia J.Komárek, E.Zapomelová & F.Hindák
- genre Cyanocohniella J.Kastovský, E.Berrendero, J.Hladil & J.R.Johansen
- genre Cylindrospermum Kützing ex É.Bornet & C.Flahault
- genre Desmonostoc P.Hrouzek & S.Ventura
- genre Goleter Miscoe & J.R.Johansen
- genre Halotia D.B.Genuário & al.
- genre Hilsia Kirchner ex Frank
- genre Hormosiphon Kützing
- genre Hormothamnion Grunow ex Bornet & Flahault
- genre Hydrocoryne H.Schwabe ex É.Bornet & C.Flahault
- genre Isocystis A.Borzì ex É.Bornet & C.Flahault
- genre Komarekiella Hentschke, J.R.Johansen & Sant’Anna
- genre Limnochlide Kützing
- genre Macrospermum Komarék
- genre Mojavia K.Reháková & J.R.Johansen
- genre Monormia Berkeley
- genre Nematonostoc Nylander ex Elenkin
- genre Nostoc Vaucher ex Bornet & Flahault
- genre Nostocella Gaillon
- genre Polycoccus Kützing
- genre Pseudonostoc A.A.Elenkin
- genre Richelia J.Schmidt
- genre Spelaea Miscoe & al.
- genre Spermosira Kützing ex Frank
- genre Sphaeronaema Umezaki
- genre Sphaerospermum Zapomelová, Jezberová, Hrouzek, Hisem, Reháková & Komárková
- genre Sphaerozyga C.Agardh
- genre Stratonostoc Elenkin
- genre Thiochaete H.Welsh
- genre Tolypothrichopsis Hauer & al.
- genre Trichormus (Ralfs ex É.Bornet & C.Flahault) J.Komárek & K.Anagnostidis
- genre Veteronostocale Schopf & Blacic
- genre Wollea É.Bornet & C.Flahault

Selon Catalogue of Life (20 mars 2019) et ITIS (20 mars 2019) :
- genre Anabaena St. Vincent, 1886, Ex Bornet & Flah
- genre Anabaenopsis Miller, 1923
- genre Aphanizomenon Morren, 1888 Ex Bornet & Flahault
- genre Aulosira Kirchner Ex Bor. & Flah., 1888
- genre Cylindrospermopsis Seenayya & Subbaraju, 1972
- genre Cylindrospermum Kuetzing Ex Bor. & Flah., 1888
- genre Hormothamnion Grunow, 1888 Ex Bornet & Flahault
- genre Nostoc Vaucher, 1888, Ex Bornet & Flahaul
- genre Pseudanabaena Lauterborn, 1915

Selon World Register of Marine Species (20 mars 2019) :
- genre Anabaena Bory de Saint-Vincent ex Bornet & Flahault, 1886
- genre Anabaina
- genre Aphanizomenon A.Morren ex Bornet & Flahault, 1888
- genre Aulosira Kirchner ex Bornet & Flahault, 1886
- genre Catella G.Ålvik, 1934
- genre Cronbergia Komárek, Zapomelová & Hindák, 2010
- genre Cuspidothrix P.Rajaniemi, J.Komárek, R.Willame, P.Hrouzek, K.Kastovská, L.Hoffmann & K.Sivonen, 2005
- genre Cyanocohniella J.Kastovský, E.Berrendero, J.Hladil & J.R.Johansen, 2014
- genre Cyanospira Florenzano, Sili, Pelosi & Vincenzini, 1985
- genre Cylindrospermopsis G.Seenayya & N.Subba Raju, 1972
- genre Cylindrospermum Kützing ex Bornet & Flahault, 1886
- genre Desmonostoc P.Hrouzek & S.Ventura, 2013
- genre Dolichospermum (Ralfs ex Bornet & Flahault) P.Wacklin, L.Hoffmann & J.Komárek, 2009
- genre Hilsia Kirchner
- genre Hormothamnion Grunow, 1888
- genre Hydrocoryne H.Schwabe ex Bornet & Flahault, 1886
- genre Isocystis Borzì ex Bornet & Flahault, 1888
- genre Macrospermum Komárek, 2008
- genre Mojavia Reháková & J.R.Johansen, 2007
- genre Nodularia Mertens ex Bornet & Flahault, 1886
- genre Nostoc Vaucher ex Bornet & Flahault, 1886
- genre Nostocella Gaillon, 1833
- genre Pseudonostoc A.A.Elenkin, 1949
- genre Raphidiopsis F.E.Fritsch & F.Rich, 1929
- genre Richelia J.Schmidt, 1901
- genre Spermosira Kützing ex Frank, 1886
- genre Sphaerospermopsis Zapomelová, Jezberová, Hrouzek, Hisem, Reháková & Komárková, 2010
- genre Sphaerozyga C.Agardh, 1886
- genre Thiochaete H.Welsh, 1961
- genre Trichormus (Ralfs ex Bornet & Flahault) Komárek & Anagnostidis, 1989
- genre Umezakia M.Watanabe, 1987
- genre Wollea Bornet & Flahault, 1886